# Zakaria Draoui
Zakaria Draoui (Hussein Dey, 12 de fevereiro de 1994) é um futebolista profissional argelino que atua como meia, atualmente defende o CR Belouizdad.

## Carreira

### Rio 2016
Zakaria Draoui fez parte do elenco da Seleção Argelina de Futebol nas Olimpíadas de 2016.